# سیکلواکتادی‌ان رودیم کلرید دیمر
سیکلواکتادی‌ان رودیم کلرید دیمر (به انگلیسی: Cyclooctadiene rhodium chloride dimer) با فرمول شیمیایی C۱۶H۲۴Cl۲Rh۲ یک ترکیب شیمیایی است. که جرم مولی آن ۴۹۳٫۰۸۰۶ g/mol می‌باشد. 